# Pave Maijanen
Pekka Juhani Maijanen, detto Pave (Lappeenranta, 3 settembre 1950 – 16 gennaio 2021) è stato un cantante e musicista finlandese.

## Biografia
Oltre alla sua carriera da solista, Maijanen era membro di The Royals, Rock'n'Roll Band, Pepe & Paradise nonché il tastierista e produttore di Dingo e Hurriganes.
Negli anni Novanta, la carriera di Maijanen fu un disastro: i suoi dischi non furono venduti e all'Eurovision Song Contest 1992 si classificò agli ultimi posti con la canzone Yamma Yamma.
Quando la sua carriera da solista riprese, Maijanen fece tour, come tastierista, nel gruppo musicale Dingo dal 1993 al 1994.
Alla fine degli anni Novanta creò il gruppo musicale Mestarit Areenalla, composto da lui, Kirka, Hector e Pepe Willberg.
Maijanen è morto il 16 gennaio 2021, per le complicazioni della SLA, diagnosticatagli l'anno precedente.

## Band
- The Top Cats (1964)
- Ours (1965–1968)
- Kopet (1968–1969)
- Mielikummitus (1969–1970)
- Smoking (1970–1971)
- Pepe & Paradise (1971–1975)
- Wigwam (1975) (produttore)
- Lauluyhtye Fyrkka (1974)
- Rock'n'Roll Band (1975 and 2005)
- The Royals (1975–1978)
- Mistakes (1980–1982)
- Hurriganes (1980) (testiere e produttore)
- Dingo (produttore 1984–1994, testiere 1993–1994)
- Mestarit Areenalla (1997–2002)
- Hector & Pave Maijanen Duo (2003)

## Album da solista
- Fever / The Seventh Son (singolo, 1975)
- Tanssivat kengät (1983)
- Maijanen (1984)
- Palava sydän (1985)
- Maailman tuulet (1986)
- Kuutamolla (1990)
- No joking (1991)
- Sirkus saapuu tivoliin (1994)
- Kohti uutta maailmaa (1998)
- Mustaa valkoisella (2000)
- Kaikessa rauhassa (2010)

Compilation album
- Kaikki Nämä Vuodet 1969–2010 (2012)